# Villa Nueva (municipio)
Villa Nueva es un municipio del norte de Bolivia, ubicado en la Provincia del General Federico Román en el Departamento de Pando. El municipio de Villa Nueva es uno de los tres municipios que conforman la provincia Federico Roman. La capital municipal se encuentra en la localidad de Loma Alta, sobre el río Madre de Dios.
Según el último censo oficial realizado por el Instituto Nacional de Estadística de Bolivia (INE) en 2012, el municipio cuenta con una población de 2.801 habitantes y está situado a una altitud promedio de 165 metros sobre el nivel del mar.
El municipio posee una extensión superficial de 2.826 km², que con una población 2.801 habitantes da una densidad de población de 0,5 hab/km² (habitante por kilómetro cuadrado).
Su topografía es plana por lo general con ligeras ondulaciones, mientras que su clima es tropical húmedo y cálido con una temperatura media anual de 25.5 °C.

## Demografía
De acuerdo con el censo boliviano de 2024, la población del municipio de Villa Nueva es de 2 500 habitantes.
La población del municipio se triplicó entre 1992 y 2024:
| Año  | Habitantes | Fuente                  |
| ---- | ---------- | ----------------------- |
| 1992 | 809        | Censo boliviano de 1992 |
| 2001 | 993        | Censo boliviano de 2001 |
| 2012 | 3 275      | Censo boliviano de 2012 |
| 2024 | 2 500      | Censo boliviano de 2024 |

El origen de la población es tacana, cavineña, araona y ese'ejja. Sin embargo, en la actualidad, la población del municipio es mayormente mestiza y ha mantenido pocas manifestaciones culturales heredadas de los pueblos originarios.